# 宮崎県保育所一覧
宮崎県保育所一覧（みやざきけんほいくしょいちらん）は、宮崎県の保育所の一覧。

## 公立保育所

### 宮崎市
- 宮崎市立小戸保育所
- 宮崎市立赤江保育所
- 宮崎市立青島保育所
- 宮崎市立檍保育所
- 宮崎市立跡江保育所
- 宮崎市立古城保育所
- 宮崎市立広瀬中央保育所
- 宮崎市立佐土原保育所
- 宮崎市立那珂保育所
- 宮崎市立福島保育所
- 宮崎市立浦之名保育所
- 宮崎市立東高岡保育所

## 私立保育所

### 宮崎市

#### 中央東
- 高千穂乳児保育園
- 下原保育園
- 宮崎至慶保育園
- 権現乳児保育所

#### 中央西
- 江平保育園
- 中央保育園
- ソレイユ保育園
- よいこのもり保育園
- よいこのもり第2保育園
- 祇園保育園
- 霧島保育園

#### 大宮東
- 東大宮保育園
- あおぞら保育園
- 花ヶ島北保育園
- 光明保育園
- みのり保育園
- のぞみ保育園
- ドン・ボスコ保育園
- 波島保育園

#### 大宮西
- 平和ヶ丘保育園
- 大宮保育所
- 下北方保育園
- 平和が丘乳児保育園
- 南方保育園

#### 檍北
- 檍保育所
- 浮之城保育園
- 山崎保育園
- 一ツ葉保育園

#### 檍南
- 昭和保育園
- 吉村保育園
- 曽師保育所
- 潮見保育園
- 高洲保育園
- 田代保育園

#### 橘
- 橘保育園
- 石井記念こひつじ保育園
- 八幡保育園

#### 小戸
- 小戸保育所
- ちどり保育園

#### 大淀東
- 太田保育園
- 江南保育園

#### 大淀西
- 星華保育園
- 民生館保育園
- 古城保育所
- 大坪保育園

#### 大塚
- あけぼの保育園
- みずほ保育園
- 大塚保育園
- 天神保育所
- あさひ保育園
- ふたば保育園

#### 大塚台
- 大塚台保育園
- 大塚台西保育園
- ひまわり保育園

#### 生目台
- 生目台みどり保育園
- 生目台ピノキオ保育園

#### 生目
- 富吉保育園
- 跡江保育所
- 和保育園

#### 住吉
- 住吉中央保育園
- 島之内保育園
- 住吉東保育園
- 住吉南保育園
- 広原保育園

#### 北
- 直純寺保育園
- 三和保育園
- 平松保育園
- 吉野保育園

#### 赤江東
- しろはと保育園
- 飛江田保育園

#### 赤江西
- 恒久保育園
- 横町さくら保育園
- 働馬寄保育園
- どうめき第2保育園
- あゆみ保育園

#### 赤江南
- くどみ保育園
- 恵愛保育園
- めぐみ保育園（※本郷南方）
- 希望ヶ丘保育園

#### 木花
- 木花保育園
- 加江田保育園
- 鏡洲保育園
- みやざき保育園

#### 青島
- 内海保育園
- 青島保育所

#### 佐土原
- 福島保育所
- 広瀬中央保育所
- 那珂保育所
- 佐土原保育所
- 明照保育園
- ひがし保育園
- 梅野保育園
- 広洋保育園
- 黒田保育園
- 原口保育園

#### 田野
- わかば保育園
- さくらが丘保育園
- めぐみ保育園（※田野町）
- あおば保育園
- 慈愛保育園
- みなみ保育園
- ぎんなん保育園

#### 高岡
- 東高岡保育所
- 浦之名保育所
- 天ヶ城保育園
- 内山保育園
- たかふさ保育園
- 穆佐保育園
- 高岡中央保育園